# Nordvision (musikgrupp)
Nordvision var en svensk-dansk folkmusikgrupp.	
Nordvision bestod av medlemmarna Christer Karlberg (gitarr), Mads Vinding (kontrabas), Mikael Neumann (gitarr, munspel och blockflöjt) och Peter Winberg (trummor, percussion, vibrafon och xylofon). Karlberg och Winberg var även medlemmar i Jacques Werups och Rolf Sersams grupp Storm. Nordvision, som spelade uteslutande instrumental folkmusik från de nordiska länderna med inslag av jazz, utgav 1975 det självbetitlade musikalbumet Nordvision (Artist ALP 3001), vilket spelades in januari-mars 1975 i Playbacks studio i Malmö.